# Arene venusta
Arene venusta är en snäckart som först beskrevs av Woodring 1928.  Arene venusta ingår i släktet Arene och familjen turbinsnäckor. Inga underarter finns listade i Catalogue of Life.